# Contratación del año de la Major League Soccer
El premio a la Contratación del año de la Major League Soccer (MLS Newcomer of the Year Award) es un premio ortogado por la Major League Soccer a la mejor contratación proveniente de otra liga en su primera temporada en la MLS. El premio se entrega desde 2007.

## Palmarés
| Temporada | Jugador             | Equipo                 |
| --------- | ------------------- | ---------------------- |
| 2007      | Luciano Emílio      | D.C. United            |
| 2008      | Darren Huckerby     | San Jose Earthquakes   |
| 2009      | Freddy Montero      | Seattle Sounders FC    |
| 2010      | Álvaro Saborío      | Real Salt Lake         |
| 2011      | Mauro Rosales       | Seattle Sounders FC    |
| 2012      | Federico Higuaín    | Columbus Crew          |
| 2013      | Diego Valeri        | Portland Timbers       |
| 2014      | Pedro Morales       | Vancouver Whitecaps FC |
| 2015      | Sebastian Giovinco  | Toronto FC             |
| 2016      | Nicolás Lodeiro     | Seattle Sounders FC    |
| 2017      | Miguel Almirón      | Atlanta United FC      |
| 2018      | Zlatan Ibrahimović  | Los Angeles Galaxy     |
| 2019      | Carles Gil          | New England Revolution |
| 2020      | Lucas Zelarayán     | Columbus Crew          |
| 2021      | Cristian Arango     | Los Angeles FC         |
| 2022      | Thiago Almada       | Atlanta United FC      |
| 2023      | Giorgos Giakoumakis | Atlanta United FC      |
| 2024      | Gabriel Pec         | Los Angeles Galaxy     |